# Kadaň (přítok Nitry)
Kadaň je potok v Podunajské nížině. Protéká územím okresu Nitra. Jeho délka je 17,8 km.

## Průběh toku
Její pramen vytéká ze stejnojmenné krasové vyvěračky v obci Štitáre, na jižním okraji pohoří Tribeč v nadmořské výšce 242 m. Tok potoka je převážně severojižní, za obcí Veľký Lapáš vytváří oblouk směřující k západu, na dolním toku oblouk vypnutý na jih a následně se stáčí k ústí na západ. Ústí zleva do řeky Nitry severozápadně od obce Veľký Cetín v nadmořské výšce 130 metrů.

### Přítoky
Významnějším přítokem je z levé strany občasný tok ze svahů Vápenníku (531 m) a Tichý kanál, zprava nemá významnější přítoky.

## Využití
Na jejím toku leží obce Štitáre, Pohranice, Malý Lapáš, Veľký Lapáš, Golianovo a část obce Veľký Cetín. Na dolním toku napájí vodní nádrž Golianovo.